# دونكان هاميلتون
دونكان هاميلتون (بالإنجليزية: Duncan Hamilton)‏ هو وكيل نيابة وسياسي بريطاني، ولد في 1973 في المملكة المتحدة. حزبياً، نشط في الحزب القومي الاسكتلندي. وقد في الانتخابات النيابية العمومية الاسكتلندية 1999 ‏، انتخب عضو البرلمان الاسكتلندي الأول ‏ عن دائرة Highlands and Islands (Scottish Parliament electoral region) ‏ وقد انضم خلال فترته النيابية ‏ (6 مايو 1999 – 31 مارس 2003)  للكتلة البرلمانية الحزب القومي الاسكتلندي.